# سازمان کارگران انقلابی ایران (راه کارگر)
سازمان کارگران انقلابی ایران (راه کارگر) یک سازمان سیاسی با مشی مارکسیستی و کمونیستی است که علیه نظام جمهوری اسلامی ایران فعالیت می‌کند. این سازمان در سال ۱۳۸۸ (۲۰۰۹) از راه کارگر انشعاب کرد و به صورت مستقل به فعالیت خود ادامه داد. 
سازمان کارگران انقلابی ایران (راه کارگر) از زمان تأسیس شورای همکاری نیروهای چپ و کمونیست در سال ۱۳۹۱ در آن عضویت داشت، اما از مهر ۱۳۹۶ از این ائتلاف خارج شد.

## تاریخچه
سازمان راه کارگر در سال ۱۳۵۷ در جریان انقلاب بهمن ۱۳۵۷ از جمعی از اعضا و هواداران سابق چریک‌های فدایی و مجاهدینِ مارکسیست تشکیل شد که در زندان دیدگاه خود را نسبت به مبارزه مسلحانه تغییر داده بودند و مواضع ضد مائوئیستی اختیار کرده بودند. پس از انقلاب ۱۳۵۷، این افراد دور هم جمع شدند و دیدگاه‌های خود را در نشریه رسمی خود به نام «راه کارگر» منتشر کردند. آن‌ها در تحلیل خود، جمهوری اسلامی را حکومتی مذهبی-بناپارتیستی می‌دانستند. به دنبال آن در چهارم تیر ۱۳۵۸ با نام راه کارگر  رسماً اعلام موجودیت کردند.

### انشعاب
سازمان راه کارگر در سال ۲۰۰۹ دچار انشعابی بزرگ شد. مبنای انشعاب اساساً برپایه اختلافاتی صورت گرفت که از مدت‌های پیش پیرامون درک از تشکیلات و نوع سازمان‌یابی، رابطۀ آن با آزادی اندیشه و بیان مشروط یا غیرمشروط و به‌طور ویژه دربارۀ سازمان یک‌‌تاکتیکی یا چند‌تاکتیکی شکل گرفته بود. دو مقاله «گره‌گاه‌ها، ضوابط و منطق حاکم بر آنها» نوشته تقی روزبه که شامل هفت پرسش‌ و پاسخ بود و متقابلاً پاسخ محمدرضا شالگونی به هفت پرسش بالا، با عنوان «اختلاف ما»، نشان‌دهندۀ زمینه‌ها و دلایل عمده انشعاب در سال ۲۰۰۹ بود.
در پی انتشار نامه‌ای درونی با امضای سی تن از اعضای راه کارگر بخشی از اعضای این سازمان از جمله محمدرضا شالگونی و روبن مارکاریان نظر کمیتۀ مرکزی سازمان برای باقی‌ماندن در راه کارگر و بحث روی اختلافات در کنگره راه کارگر را نپذیرفتند و به‌همراه بخشی از اعضای راه کارگر خود را راه کارگر نامیدند و رهبری جدیدی را برای بخش منشعب راه کارگر بنام «هیئت اجرائی سازمان کارگران انقلابی ایران (راه کارگر)» تشکیل دادند.

## مواضع
علی‌رغم جدایی تشکیلاتی دو بخش راه کارگر تغییر خاصی در مواضع سیاسی و نظری‌شان به وجود نیامده و هر دو بخش گاهی در همکاری‌های مشترک از جمله «اتحاد چپ» و … با هم همکاری می‌کنند. به لحاظ سیاسی هیچ‌گونه اختلاف سیاسی یا ایدئولوژیک میان این دو سازمان وجود ندارد و علت تداوم جدایی اصرار بخش منشعب این سازمان به عدم تحمل گرایش‌های گوناگون نظری در یک سازمان چپ است.